# Веберштедт
Веберштедт (нем. Weberstedt) — община в Германии, в земле Тюрингия. 
Входит в состав района Унструт-Хайних. Подчиняется управлению Унструт-Хайних.  Население составляет 565 человек (на 31 декабря 2010 года). Занимает площадь 18,31 км².